# Liste des abbés de Saint-Victor de Marseille
Liste des abbés de l'abbaye Saint-Victor de Marseille depuis sa fondation au Ve siècle jusqu'à la Révolution française de 1789.

## Avant l'an Mil
entre 415 et 435 : Jean Cassien fondateur du monastère

## XIesiècle
- 1005-1020 : Guifred ou Wilfred
- 1020-1047 : Isarn
- 1047-1060 : Pierre
- 1060-1065 : Durand
- 1065-1079 : Bernard de Millau ; cardinal
- 1079-1106 : Richard de Millau, frère du précédent ; cardinal, évêque de Narbonne

## XIIesiècle
- 1112-1118 : Otton
- 1119-1122 : Radulphus
- 1127-1129 : Bernard Garin, archevêque d’Arles
- 1129-1130 : Ganselinus (ou Gancelinus)
- 1134-1145 : Pierre II Salomonis
- 1149-1163 : Guillaume Petri
- 1163-1165 : Frédol d'Anduze
- 1166-1178 : Pierre III de Nogaret
- 1179-1180 : Deodatus de Severac
- 1180-1181 : Bertrand de Monte Murato
- 1181-1192 : Astorgius (Astorg de Canillac)

## XIIIesiècle
- 1193-1215 : Roncelin
- 1215-1234 : Bonfils
- 1234-1243 : Pierre IV Guillelmi
- 1245-1249 : Guillaume de Portu
- 1249-1254 : Roncelin II
- 1254-1265 : Étienne
- 1266-1278 : Guillaume de Grese
- 1278-1288 : Jean de Comines (ou de Commis), abbé de Saint-Germain des Prés, évêque du Puy-en-Velay
- 1288-1293 : Raimond Lordet

## XIVesiècle
- 1294-1324 : Guillaume de Sabran, évêque de Digne
- 1324-1328 : Guillaume de Cardaillac évêque de Saint-Papoul
- 1328-1334 : Ratier de Lénac, abbé de Moissac
- 1335-1339 : Gilbert de Contobre, (ou de Cantabrion) évêque de Rodez
- 1339-1348 : Amalvin de Roquelaure
- 1348-1361 : Étienne de Clapiers
- 1361-1364 : Guillaume  Grimoard, devenu le pape Urbain V
- 1364-1380 : Étienne Aubert le Jeune
- 1380-1383 : Pons de L'Orme, abbé de Montmajour
- 1383-1384 : Savaric Christiani
- 1385-1405 : Jean Bonvin

## XVesiècle
- 1405-1424 : Pierre Flamenc
- 1424-1442 : Guillaume du Lac
- 1442-1474 : Pierre du Lac
- 1475-1506 : Ogier d'Anglure, évêque de Marseille

## XVIesiècle
- 1506-1513 : Robert Guibé, évêque de Rennes, évêque de Nantes, cardinal
- 1514-1516 : Frédéric de Saint-Séverin
- 1517-1523 : Jules de Médicis, devient pape sous le nom de Clément VII
- 1524-1535 : Augustin Trivulce, évêque de Toulon
- 1535-1544 : Philippe Trivulce
- 1548-1565 : Jules Feltri de La Rovère, cardinal
- 1565-1568 : Philippe Rodulfi
- 1568-1571 : Laurent Strozzi, cardinal, ancien archevêque d'Albi puis d’Aix-en-Provence
- 1574-1584 : Julien de Médicis, évêque de Béziers, archevêque d'Aix-en-Provence puis évêque d'Albi
- 1585-1622 : Robert de Frangipani

## XVIIesiècle
- 1622-1632 : Antoine de Bourbon-Bueil, comte de Moret, fils illégitime du roi Henri IV et de Jacqueline de Bueil
- 1632-1638 : Louis de Nogaret de La Valette d'Épernon, cardinal, ancien archevêque de Toulouse
- 1639-1653 : Alphonse-Louis du Plessis de Richelieu, cardinal, archevêque d'Aix-en-Provence, puis de Lyon
- 1653-1661 : Jules Mazarin, cardinal
- 1662-1703 : Philippe de Vendôme, Grand prieur de France de l'Ordre de Malte

## XVIIIesiècle
- 1703-1727 : Jacques de Goyon de Matignon, évêque de Condom
- 1739-1751 : François Honoré Antoine de Beauvilliers de Saint-Aignan, ancien évêque de Beauvais
- 1751-1788 : François-Camille de Lorraine
- 1788-1790 : François de Fontanges